# Terremoto di San Francisco del 1906

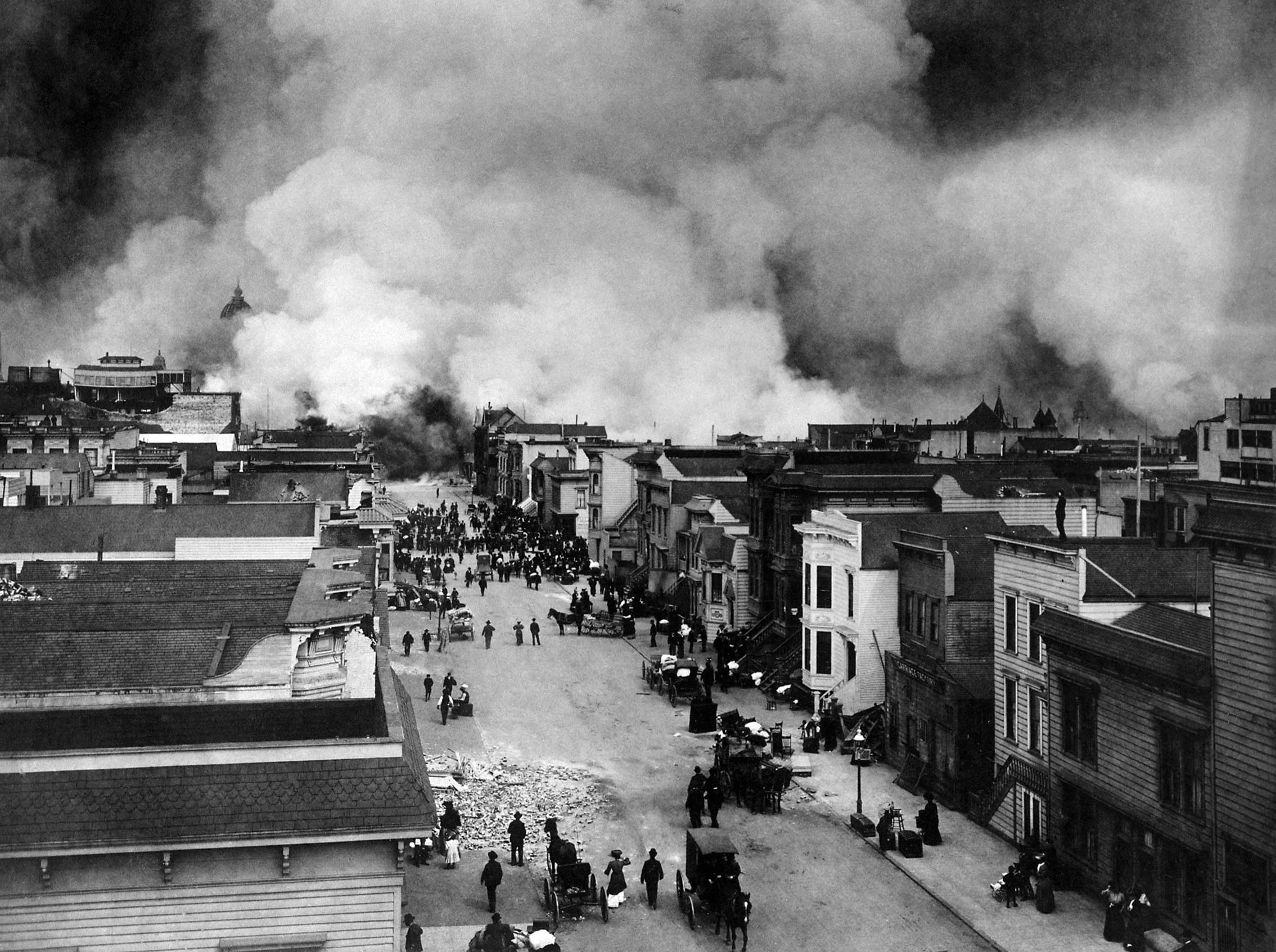
Incendio nel quartiere Mission di San Francisco provocato dal terremoto

Il terremoto di San Francisco fu un sisma violento che colpì la città di San Francisco (Stati Uniti) la mattina del 18 aprile 1906. Il terremoto fu di magnitudo 8,3, il suo epicentro secondo gli esperti era posizionato sulla costa di Daly City a sud-est della città di San Francisco.

## Il sisma e le conseguenze
Le scosse iniziarono alle 5.12 del mattino al largo della faglia di Sant'Andrea e furono percepite su tutta la costa del Pacifico dall'Oregon fino a Los Angeles e nell'interno fino al Nevada. Come successe per il grande Terremoto del Kanto, che distrusse Tokyo e Yokohama in Giappone il 1º settembre 1923, in realtà la maggior parte delle morti e dei danni alla città furono causati dall'incendio che scoppiò in seguito al terremoto, piuttosto che dal terremoto stesso durato fino alle 5:13 circa.
Al principio si contarono 478 morti, ma in seguito si scoprì che il disastro fu molto più grande e che fu sottostimato dalle autorità dell'epoca, specialmente per quanto riguarda l'area dove viveva la popolazione cinese. La cifra approssimativa che più si avvicina alla realtà è quella di almeno tremila deceduti, la maggior parte all'interno della città di San Francisco, mentre altri 189 morti furono registrati nel resto della baia di San Francisco. Altre città che furono colpite da questo terremoto furono Santa Rosa, San Jose e l'area circostante l'Università di Stanford.
Si calcola che fra le 225.000 e le 300.000 persone persero l'alloggio su un totale di 400.000 abitanti. La metà si rifugiò sull'altro lato della baia di Oakland.
Il sisma fu documentato dal giornalista e scrittore Will Irwin. La città che fu, la più importante storia di Irwin e il capolavoro che lo rese uno scrittore professionista, fu il suo reportage per corrispondenza per The Sun, a New York.

## Nella memoria collettiva
La catastrofe è stata portata sullo schermo nel film San Francisco, diretto nel 1936 da W.S. Van Dyke II, con Clark Gable, Spencer Tracy e Jeanette MacDonald. In precedenza, una ricostruzione del terremoto si trova anche nel film muto del 1923, The Shock, diretto da Lambert Hillyer e interpretato da Lon Chaney. Nel film Gilda, infine, nella strofa di una delle canzoni eseguite da Rita Hayworth dal titolo Put the blame on Mame, si parla del terremoto di San Francisco.
Entro il 2012 era previsto un live-action prodotto dalla Pixar Animation Studios distribuito dalla Warner Bros. e Walt Disney Pictures, diretto da Brad Bird, chiamato 1906. Il film avrebbe dovuto trattare il terremoto avvenuto a San Francisco, appunto, nel 1906, ma non fu mai più realizzato a causa di difficoltà legate alla sceneggiatura e alla lunghezza del film stesso.

## Nella cultura di massa
Nel 2018 è stato distribuito il film La vedova Winchester, diretto da Michael e Peter Spierig e con protagonista Helen Mirren nei panni di Sarah Pardee Winchester, in cui il terremoto ha un ruolo importante.
Nella serie videoludica Don't Starve, l'ex antagonista Maxwell è il responsabile del terremoto a causa del potere che ha evocato la sera prima della tragedia durante il suo ultimo spettacolo.